# Thomas Springel
Thomas Springel (Aachen, 15 de maio de 1959) é um ex-jogador de handebol profisional alemão. Ganhou medalha de prata nos Jogos Olímpicos de Verão de 1984.
Thomas Springel fez cinco partidas com 8 gols. 